# 河合楽器硬式野球部
河合楽器硬式野球部（かわいがっきこうしきやきゅうぶ）は、静岡県浜松市に本拠地を置き、日本野球連盟に所属している社会人野球の企業チームである。2002年から休部中。
運営母体は、楽器メーカーの河合楽器製作所。

## 概要
1956年、河合楽器製作所が『河合楽器硬式野球部』として設立。
1963年、都市対抗野球に初出場。地元では強豪として知られ、同じ静岡県にあるヤマハ硬式野球部としのぎを削っていた。
1975年、日本選手権に初出場を果たす。
2001年、都市対抗野球で初優勝したが、母体の売上減少のため同年限りでの休部が検討されていると報道され、実際に同年11月30日をもって休部となった。
その後、OBが中心となってクラブチームのケイ・スポーツベースボールクラブが設立された。

## 沿革
- 1956年 - 静岡県浜松市を本拠地とし、『河合楽器』として創部。
- 1963年 - 都市対抗野球に初出場（4位）。
- 1968年 - 都市対抗野球で準優勝。
- 1975年 - 日本選手権に初出場（初戦敗退）。
- 2001年 - 都市対抗野球で初（にして唯一の）優勝。同年11月30日をもって休部。

## 主要大会の出場歴・最高成績
- 都市対抗野球大会：出場26回、優勝1回（2001年）、準優勝1回（1968年）
- 社会人野球日本選手権大会：出場12回、ベスト4進出2回（1990年、1981年）
- JABA東京スポニチ大会：優勝1回（1969年）
- JABA静岡大会：優勝3回（1969、1982、1985年）
- JABA京都大会：優勝1回（1979年）
- JABA長野県知事旗争奪野球大会：優勝1回（1989年）
- JABAベーブルース杯争奪大会：優勝1回（1983年）
- JABA新潟大会：優勝2回（1991、2000年）
- JABA富山市長旗争奪富山大会：優勝3回（1983年、1986年、1995年）
- JABA伊勢・松阪大会：優勝2回（1983、1985年）

## 主な出身プロ野球選手
- 石田泰三（内野手） - 1954年に中日ドラゴンズに入団
- 一枝修平（内野手） - 1964年に中日ドラゴンズに入団
- 才所俊郎（外野手） - 1965年ドラフト5位で読売ジャイアンツに入団
- 武上四郎（内野手） - 1966年第1次ドラフト8位でサンケイアトムズに入団
- 阪本敏三（内野手） - 1966年第2次ドラフト5位で阪急ブレーブスに入団
- 大西譲治（投手） - 1967年ドラフト外で中日ドラゴンズに入団
- 岡村晃（内野手） - 1967年ドラフト外で阪急ブレーブスに入団
- 多田勉（内野手） - 1967年ドラフト外で広島東洋カープに入団
- 上垣内誠（外野手） - 1969年ドラフト3位で広島東洋カープに入団
- 西村俊二（内野手） - 1969年ドラフト3位で近鉄バファローズに入団
- 佐藤正治（外野手） - 1969年ドラフト5位で阪神タイガースに入団
- 西沢正次（捕手） - 1969年ドラフト5位で広島東洋カープに入団
- 山下慶徳（外野手） - 1970年ドラフト1位でヤクルトアトムズに入団
- 佐野勝稔（内野手） - 1970年ドラフト5位で近鉄バファローズに入団
- 小松時男（外野手） - 1970年ドラフト7位で西鉄ライオンズに入団
- 鈴木照雄（内野手） - 1971年ドラフト11位で阪神タイガースに入団
- 清水透（内野手） - 1972年ドラフト7位で大洋ホエールズに入団
- 陽田浅吉（内野手） - 1973年ドラフト外で近鉄バファローズに入団
- 杉山博行（捕手） - 1978年ドラフト外で中日ドラゴンズに入団
- 大石友好（捕手） - 1979年ドラフト3位で西武ライオンズに入団
- 岡村隆則（外野手） - 1980年ドラフト2位で西武ライオンズに入団
- 広瀬明彦（投手） - 1980年ドラフト外で中日ドラゴンズに入団
- 小川淳司（外野手） - 1981年ドラフト4位でヤクルトスワローズに入団
- 米村明（投手） - 1984年ドラフト5位で中日ドラゴンズに入団
- 水沢薫（投手） - 1986年ドラフト2位で読売ジャイアンツに入団
- 佐藤康幸（投手） - 1996年ドラフト6位で中日ドラゴンズに入団
- 庄司大介（外野手） - 退社後に2000年ドラフト9位でオリックス・ブルーウェーブに入団
- 久本祐一（投手） - 2001年ドラフト4位で中日ドラゴンズに入団
- 山井大介（投手） - 2001年ドラフト6位で中日ドラゴンズに入団
- 深谷亮司（捕手） - 2001年ドラフト13位でオリックス・ブルーウェーブに入団

## 元プロ野球選手の競技者登録
- 岡本教平（元：近鉄パールス） - 投手→退団
- 皆川定之（元：東急フライヤーズ、大阪タイガース） - 内野手→監督→退団

## かつて在籍した選手・コーチ・監督
- 奥村幸司（外野手） - 選手として在籍。2001年の都市対抗野球で橋戸賞を受賞。
- 小倉清一郎（捕手） - 選手として在籍。現役引退後、横浜高野球部の監督などを歴任。
- 清水達也（内野手） - 選手として在籍。現役引退後、中央大学硬式野球部の監督に就任。